# The Emptiness Machine
The Emptiness Machine è un singolo del gruppo musicale statunitense Linkin Park, pubblicato il 5 settembre 2024 come primo estratto dall'ottavo album in studio From Zero.

## Descrizione
Si tratta della prima pubblicazione del gruppo a presentare Emily Armstrong alla voce e Colin Brittain alla batteria, subentrati rispettivamente a Chester Bennington e Rob Bourdon.

## Video musicale
Il video, diretto da Joe Hahn, è stato reso disponibile il 6 settembre 2024 attraverso il canale YouTube del gruppo.

## Tracce
Testi e musiche dei Linkin Park.
CD
1. The Emptiness Machine (Album Version) – 3:13
2. The Emptiness Machine (Instrumental) – 3:10

Download digitale, streaming
1. The Emptiness Machine – 3:10

## Formazione
Hanno partecipato alle registrazioni, secondo le note di copertina di From Zero:
Gruppo
- Emily Armstrong – voce
- Colin Brittain – batteria
- Brad Delson – chitarra, pianoforte
- Phoenix – basso
- Joe Hahn – giradischi, campionatore, programmazione
- Mike Shinoda – voce, chitarra, tastiera, campionatore, programmazione

Produzione
- Mike Shinoda – produzione, ingegneria del suono
- Colin Brittain – coproduzione
- Brad Delson – coproduzione
- Ethan Mates – ingegneria del suono
- Neal Avron – missaggio
- Scott Skrzynski – assistenza al missaggio
- Emerson Mancini – mastering

## Classifiche

### Classifiche settimanali
| Classifica (2024)                | Posizione massima |
| -------------------------------- | ----------------- |
| Australia                        | 27                |
| Austria                          | 1                 |
| Belgio (Fiandre)                 | 14                |
| Belgio (Vallonia)                | 14                |
| Bielorussia                      | 111               |
| Bolivia                          | 20                |
| Brasile                          | 5                 |
| Canada                           | 12                |
| Croazia                          | 10                |
| Danimarca                        | 35                |
| Emirati Arabi Uniti              | 20                |
| Estonia                          | 42                |
| Finlandia                        | 5                 |
| Francia                          | 12                |
| Germania                         | 1                 |
| Grecia                           | 4                 |
| India                            | 18                |
| Irlanda                          | 16                |
| Islanda                          | 22                |
| Israele                          | 94                |
| Italia                           | 34                |
| Lettonia                         | 1                 |
| Lituania                         | 7                 |
| Lussemburgo                      | 1                 |
| Norvegia                         | 10                |
| Nuova Zelanda                    | 18                |
| Paesi Bassi                      | 15                |
| Panama                           | 24                |
| Perù                             | 24                |
| Polonia                          | 10                |
| Portogallo                       | 1                 |
| Regno Unito                      | 4                 |
| Regno Unito (rock & metal)       | 1                 |
| Repubblica Ceca                  | 1                 |
| Singapore                        | 12                |
| Slovacchia                       | 2                 |
| Spagna                           | 27                |
| Stati Uniti                      | 21                |
| Stati Uniti (alternative)        | 1                 |
| Stati Uniti (hard rock)          | 1                 |
| Stati Uniti (rock)               | 2                 |
| Stati Uniti (rock & alternative) | 3                 |
| Sudafrica                        | 30                |
| Svezia                           | 14                |
| Svizzera                         | 1                 |
| Taiwan                           | 24                |
| Ucraina                          | 192               |
| Ungheria                         | 7                 |

### Classifiche di fine anno
| Classifica (2024) | Posizione |
| ----------------- | --------- |
| Austria           | 11        |
| Germania          | 26        |
| Portogallo        | 96        |
| Svizzera          | 39        |

## Riconoscimenti
- American Music Awards[41]
  - 2025 – Canzone rock preferita

- iHeartRadio Music Awards[42]
  - 2025 – Candidatura alla canzone alternativa dell'anno
  - 2025 – Candidatura alla canzone rock dell'anno